# Anupshahr
Anupshahr é uma cidade e um município no distrito de Bulandshahr, no estado indiano de Uttar Pradesh.

## Geografia
Anupshahr está localizada a 28° 22′ N, 78° 16′ L. Tem uma altitude média de 182 metros (597 pés).

## Demografia
Segundo o censo de 2001, Anupshahr tinha uma população de 23,676 habitantes. Os indivíduos do sexo masculino constituem 53% da população e os do sexo feminino 47%. Anupshahr tem uma taxa de literacia de 57%, inferior à média nacional de 59.5%; com 59% para o sexo masculino e 41% para o sexo feminino. 15% da população está abaixo dos 6 anos de idade.